# Zvonimir Perušić
Zvonimir Perušić (Subotica, 12. kolovoza 1964.) profesionalni je novinar, prvi direktor Novinsko-izdavačke ustanove «Hrvatska riječ» i prvi glavni i odgovorni urednik tjednika Hrvatska riječ koji od 2003. izlazi u Subotici.

## Životopis
Nakon završene osnovne i srednje Ekonomske škole diplomirao je na Ekonomskom fakultetu u Subotici. Novinarsku karijeru započeo je 1987. godine kao novinar-pripravnik u Subotičkim novinama, jednom od najtiražnijih lokalnih tjednika u tadašnjoj državi. U Subotičkim novinama ubrzo postaje urednik političke rubrike, a zatim i pomoćnik i zamjenik glavnog i odgovornog urednika. Do kolovoza 1991. godine dopisnik je zagrebačkog Vjesnika iz Subotice.
Zbog ratnih okolnosti i političkih pritisaka tadašnjih vlasti u gradu, 1992. napušta Subotičke novine i novinarstvo. U profesiju se vraća 2002. godine kao direktor i glavni i odgovorni urednik Hrvatske riječi, hrvatske manjinske ustanove koju osniva Skupština Autonomne Pokrajine Vojvodine. 

## Projekti i aktivnosti
Osim tjednika (Hrvatska riječ), na hrvatskom jeziku pokreće dječji list (Hrcko), list za mladež (Kužiš), TV emisiju (TV tjednik), nakladničku produkciju (25 naslova), te preuzima suizdavanje časopisa za književnost, umjetnost i znanost Klasje naših ravni. Članom je žirija pokladne manifestacije djece koja pohađaju nastavu na hrvatskom jeziku ili izučavaju predmet hrvatski jezik s elemntima nacionalne kulture u Vojvodini Hrckov maskenbal.
U vrijeme njegovog uređivanja, tjednik Hrvatska riječ prati i uspoređuje političke, društvene, sportske i druge prilike u Republici Hrvatskoj i Republici Srbiji, njegove tekstove prenose beogradski i zagrebački mediji, a članovi redakcije Hrvatske riječi česti su sugovornici novinara iz ovih dviju država. 
Koncem 2003. i početkom 2004. godine zaposlenicima NIU «Hrvatska riječ» anonimno se telefonom prijeti smrću, zbog čega policija više od mjesec dana osigurava prostorije ustanove 24 sata na dan.
Ustanovu vodi do siječnja 2008. godine, kada podnosi ostavku zbog neslaganja s nezakonitim radom formalnog osnivača ustanove – Hrvatskog nacionalnog vijeća, institucije na koju je Skupština AP Vojvodine u međuvremenu prenijela osnivačka prava. Od tada je dopredsjednik organizacije za zaštitu ljudskih prava i promidžbu kulturnih vrijednosti Hrvatski demokratski forum – Preporuke iz Lemeša.
Od ožujka 2005. do listopada 2006. godine potpredsjednik je Izvršnog odbora Hrvatskog nacionalnog vijeća, zadužen za informiranje i službenu uporabu jezika.
Sada (stanje u listopadu 2009.) je urednik ekonomske rubrike i redaktor u tjedniku Hrvatska riječ.

## Vanjske poveznice
- (srp.) Subotica.info  Arhivirana inačica izvorne stranice od 19. rujna 2011. (Wayback Machine) Ostavka u Hrvatskoj riječi, 4. siječnja 2008.
- (srp.) Subotica.info[neaktivna poveznica] Saopštenje DZH-a, 16. siječnja 2008.
- (srp.) Subotica.info[neaktivna poveznica] Reagiranje redakcije Hrvatske riječi na priopćenje Vijeća DSHV-a, 16. srpnja 2008.